# آل لتیری
آل لتیری (انگلیسی: Al Lettieri؛ ۲۴ فوریهٔ ۱۹۲۸ – ۱۸ اکتبر ۱۹۷۵) هنرپیشه اهل ایالات متحده آمریکا بود. از فیلم‌هایی که وی در آن نقش داشته است، می‌توان به پدرخوانده، گریز و پالپ اشاره کرد.